# Kalmuck
Kalmuck ist eine Stoffbezeichnung für ein Baumwoll-Doppelgewebe mit einem fülligen Untergarn. Die meist in Köperbindung gewebte Ware wird beidseitig geraut. Hierdurch wird die Bindung unsichtbar.

## Kalmuck-Janker
Jacken aus Kalmuckstoff wurden aufgrund ihrer Robustheit seit jeher von den Schiffleuten und Flößern an der Donau und ihren Hauptzubringern getragen. Mit dem Ende der traditionellen Flößerei und unmotorisierten Frachtschifferei Mitte bis Ende des neunzehnten Jahrhunderts fand auch diese Tracht immer weniger Verwendung. Lediglich in der österreichischen Wachau wurde diese robuste Arbeitsjacke von den dort ansässigen Winzern übernommen. Der Kalmuck-Janker mit seinem typischen Muster zählt seither zur traditionellen Wachauer Tracht und wird dort zusammen mit einer schwarzen Hose, weißem Baumwollhemd und schwarzem Hut mit Steinfeder-Busch bis heute getragen. Obwohl der Kalmuck-Janker somit oft als Wachauer Winzer-Tracht bezeichnet wird, halten doch auch andere Traditionsverbände der Schiffer und Flößer an der Donau und an der Traun den Kalmuck-Janker als Teil der traditionellen Schiffertracht in Ehren.

## Geschichte
Der Sage nach verwendeten die Kalmücken (ein westmongolisches Reitervolk) den Stoff als Satteldecke und brachten ihn in die Wachau. Dort wurde er zu Arbeitsjacken verarbeitet.